# Казети Бони (Болоња)
Казети Бони (итал. Casetti Boni) је насеље у Италији у округу Болоња, региону Емилија-Ромања.
Према процени из 2011. у насељу је живело 32 становника. Насеље се налази на надморској висини од 56 м.